# Isocanace flava
Isocanace flava är en tvåvingeart som först beskrevs av Canzoneri och Giuseppe Giovanni Antonio Meneghini 1969.  Isocanace flava ingår i släktet Isocanace och familjen Canacidae.
Artens utbredningsområde är Kongo. Inga underarter finns listade i Catalogue of Life.